# 松平義方
松平 義方（まつだいら よしかた）は、江戸時代中期の大名。陸奥国梁川藩の第2代藩主。官位は従四位下・出雲守、侍従、左近衛権少将。

## 経歴
貞享3年（1686年）、初代藩主・松平義昌の5男として誕生。貞享4年12月9日（1688年）、誕生お披露目。尾張藩2代藩主・徳川光友と御簾中・千代姫に初対面する。元禄元年（1688年）11月15日、御髪置。同3年（1690年）1月25日、御着袴。同4年（1691年）10月14日、疱瘡を患う。同6年（1693年）4月15日、求馬義賢と改名する。同年7月1日、第5代将軍・徳川綱吉に初御目見する。同13年12月12日（1701年）、前髮執。同月21日、従五位下・侍従・右近大夫に叙任される。同14年（1701年）2月16日、右近将監に転任する。
宝永4年（1707年）4月21日、浅野綱長の娘・於三と婚礼、4月28日に婚姻御礼に登城する。正徳3年（1713年）7月6日、父の死去で家督を継ぐ。同年12月3日、出雲守に転任する。同4年（1714年）12月18日に従四位下・左近衛権少将に昇叙・出雲守はそのまま。義方と改名する。藩財政の窮乏から、父の代以上に年貢率を引き上げ、新税を設置して重税を強いるなど、農民からの収奪を強化した。
享保6年（1721年）3月16日、死去。享年36。跡を長男・義真が継いだ。

## 系譜
- 父：松平義昌（1651-1713）
- 母：副田氏
- 養母：久勝院 - 丹羽光重娘
- 正室：於三 - 現成院、浅野綱長娘
  - 長男：松平義真（1718-1729）
- 生母不明の子女
  - 女子：近姫 - 徳川宗春養女、上杉宗房正室